# Phryganopteryx saalmulleri
Phryganopteryx saalmulleri är en fjärilsart som beskrevs av Rothschild 1924. Phryganopteryx saalmulleri ingår i släktet Phryganopteryx och familjen björnspinnare. Inga underarter finns listade i Catalogue of Life.